# Klais Orgelbau
Klais Orgelbau es una empresa alemana que construye, fábrica y restaura órganos de tubo, fundada como una empresa familiar por Johannes Klais en 1882, actualmente sigue siendo manejada por sus descendientes.
La empresa esta radicada en Bonn, Alemania, y ha realizado varios proyectos de construcción y restauración de órganos a gran escala en todo el mundo en más de un siglo. Tiene una cuota de exportación del 40 %. Es citada como una de las principales empresas de organería. Está ubicada sobre la calle donde nació Ludwig van Beethoven. Sus profesionales hacen su trabajo de la forma más artesanal posible, elaboran a mano desde las piezas más pequeñas a los tubos más grandes. Cuantificar su cantidad de trabajos es difícil, ya que los métodos de clasificación cambiaron con el tiempo, además durante la Segunda Guerra Mundial la oficina sufrió daños y parte del archivo se perdió.
Han refaccionado instrumentos tratando mantener en el mejor estado, en la medida de lo posible, las piezas originales, como fue el caso de la restauración del órgano de la Catedral de Santa Ana en Inglaterra, toda la tubería histórica de 1904 se restauró en sus cajas originales, con tuberías nuevas que coinciden con los materiales y métodos de construcción originales. Además al restaurar un órgano se encargan de mantener la tradición del momento histórico en donde se construyó el instrumento.

## Antecedentes
Johannes Klais nació en Alemania el 13 de diciembre de 1852, fue el cuarto hijo de la pareja entre Gerhard Klais (1813-1892) y Anna Katharina Klais Drügh (1811-1892), que eran propietarios de una fábrica de ladrillos en Lüftelberg (hoy ciudad de Meckenheim). Dejó la escuela temprano para ayudar en la producción de tejas. El talento musical del joven de 13 años fue fomentado posteriormente mediante clases particulares de música, en un principio flauta, más tarde clarinete y violín. Debido a una afección en la pierna descubierta durante un examen médico, no pudo convertirse en músico militar. Klais, inicialmente autodidacta en la construcción de órganos, trabajo como aprendiz con su tío Wilhelm Bertram, que reparaba órganos en Engers am Rhein, pero no recibió una formación real hasta alrededor de 1876 con Heinrich Koulen (1845-1919) en Estrasburgo.

## Historia
En 1882 Johannes Klais (1852-1925) fundó su taller de construcción de órganos. Klais comenzó su aprendizaje en el mundo del órgano en Bertram, en Engers/Neuwied. Para aprender más Klais viajó a Estrasburgo, donde trabajó con el constructor de órganos Coulen, viajó por el sur de Alemania, luego a Suiza y Francia. En Bonn se mudó primero a un pequeño taller y, finalmente, unos años más tarde, construyó el edificio del taller en las inmediaciones de Kölnstraße, la calle que conduce directamente a la cercana casa natal de Ludwig van Beethoven. Hasta el día de hoy, el taller es el hogar y lugar de trabajo de la familia Klais. Inicialmente, Johannes Klais construyó instrumentos tradicionales con tracción mecánica. Incluso antes de cambiar de siglo, dio numerosos impulsos a la construcción de órganos desarrollando registros de alta presión con dos labios y también trabajando en la construcción de cajas cónicas controladas neumáticamente. En colaboración con su hijo Hans, de 16 años, construyó un mecanismo eléctrico para sus órganos ya en 1906. Su objetivo era realizar todos los trabajos de construcción en su taller. Sólo compraba materias primas: madera en troncos cortados, estaño y plomo en barras. A partir de estas láminas se fabricaron las propias tuberías, ese enfoque se sigue manteniendo hasta hoy.
Entre 1882 y 1889 la empresa produjo alrededor de tres órganos al año. Para 1893 ya se habían instalado aproximadamente 70 órganos, principalmente en la archidiócesis de Colonia, que en aquel entonces comprendía también las actuales diócesis de Aquisgrán y Essen.
En 1883 Johannes Klais se casó con Anna Margareta Kerp (1856-1926), la pareja tuvo dos hijas y un hijo, que posteriormente continuaron manejando la empresa en la segunda generación. Una ampliación de los edificios de la firma a finales de la década de 1880 sólo pudo proporcionar brevemente el espacio suficiente para el continuo crecimiento de la empresa. Entre los años 1894 a 1895, en el nuevo emplazamiento de la Kölnstraße, se construyó un nuevo edificio que albergaba la casa familiar y la sala del órgano, de unos 16 metros de altura. El informe anual de la Cámara de Comercio de Bonn describe el resultado como una “fábrica de tales dimensiones” que “el establecimiento es ahora uno de los más grandes en este sector en Alemania”. Un incendio en la primavera de 1900 interrumpió la producción sólo brevemente. Klais alquiló la carpintería de tracción a vapor de Hennes, que había cerrado debido a la quiebra. Existieron problemas financieros, y un familiar llamado Hermann Klais, garantizó a su hermano menor toda su fortuna para mantener a flote la empresa. En el año 1912 se reconstruyó la puerta de acceso a la calle Kölnstraße y se ampliaron de nuevo los edificios de producción.
Para el año 1914 la empresa empleaba aproximadamente a 80 trabajadores. La expansión de la empresa se vio obstaculizada por la dificultad de encontrar empleados jóvenes adecuados. El reclutamiento durante la Primera Guerra Mundial afectó especialmente con una plantilla compuesta exclusivamente por hombres. Hans Klais hijo único y sucesor designado en la dirección, fue reclutado, al igual que otros empleados clave. En junio de 1915 todavía trabajaban en la empresa 16 personas. A finales de 1917, el jefe superior informó que 72 de sus “ayudantes” habían sido reclutados para el servicio militar. Los años de inflación de la posguerra fueron difíciles para la empresa, ya que dificultaba los cálculos y presupuestos, y aun cuando las condiciones de pago incluían una cláusula de ajuste, las parroquias no sabían si podrían reunir las cantidades incrementadas después de la entrega.
En 1925 Hans Klais (1890–1965) se hizo cargo del taller. Durante esta época, se hicieron algunas invenciones nuevas al instrumento. Mantuvo estrechos contactos con los arquitectos de la Bauhaus e inventó las llamadas fachadas abiertas, en las que toda la estructura del órgano es visible desde el exterior. Las tuberías están dispuestas de forma que sean visibles libremente y sin obstáculos en la habitación. Este diseño de fachada fue posteriormente copiado por muchos constructores de órganos, incluidos algunos de Estados Unidos. Bajo la dirección de su taller se desarrollaron las consolas de forma más ergonómica, que siguen siendo un rasgo característico de muchos órganos Klais en la actualidad. Como resultado de una extensa correspondencia con Albert Schweitzer, sus instrumentos fueron cada vez más influenciados por las ideas y principios de la reforma del órgano alsaciano, que apuntaba a una síntesis de sonidos barrocos y sinfónicos basados en técnicas modernas. Entre los instrumentos que Hans Klais construyó se encuentran órganos en Bélgica, incluidos los que están en las catedrales de Gante y Brujas. Su primer órgano después de la Segunda Guerra Mundial debía utilizarse para celebrar el 700 aniversario de la Catedral de Colonia, pero se terminó en 1948 y fue refaccionada dos generaciones más tarde, en 2002, bajo la dirección de su nieto Philipp Klais.
Al igual que Hans Klais, también Hans-Gerd Klais (nacido en 1930) creció en el seno del taller. En 1965 tomó el mando de la empresa y retomó los diseños de su abuelo. Hans-Gerd Klais desarrolló una síntesis posterior del órgano polifónico y sinfónico. De esta manera, combinó un ideal sonoro transparente, más bien barroco, con el sonido amplio y orquestal del Romanticismo tardío. En 1969 bajo su dirección se construyó el órgano de la catedral de Würzburg, al que siguieron rápidamente los órganos de las catedrales de Tréveris, Ingolstadt (Münster Unserer lieben Frau), Santa Eduvigis de Berlín, Limburgo, Graz, Altenberg, Worms, Münster y Hildesheim. Philipp C. A. Klais (nacido en 1967) estudió en Alsacia, Alemania y en el extranjero, al principio trabajó en estrecha colaboración con su padre durante varios años, antes de hacerse cargo en solitario de la gestión del taller en 1995. Con su equipo de la cuarta generación Klais, ideó y construyó instrumentos con una características tonales y estéticas distintivas. Cuatro generaciones vivieron y siguen viviendo bajo el techo del taller en Bonn.